# Sovicille
Sovicille es una localidad italiana de la provincia de Siena, región de Toscana, con 9.581 habitantes.

Ubicación de la ciudad de Sovicille dentro de la provincia de Siena.

## Evolución demográfica
| Gráfica de evolución demográfica de Sovicille entre 1861 y 2001 |
|                                                                 |
| Fuente ISTAT - Elaboración gráfica por parte de Wikipedia       |